# شبكة محاسبة الجامعات والكليات
تزود شبكة محاسبة الجامعات والكليات (U-CAN) معلومات للطلبة المتطلعين للالتحاق بالجامعات أو الكليات ولأولياء أمورهم، لغاية مساعدتهم في مقارنة الجامعات والكليات الأمريكية الخاصة على نطاق واسع من الخصائص والمميزات لكل جامعة أو كلية، وتعطي الشبكة للطلاب امكانية البحث عن الجامعات والكليات المشاركة في الشبكة، وأيضا، تتيح لهم فرصة مقارنة البيانات والمعلومات المهمة، بما في ذلك إجراءات القبول والتكلفة المادية والمعونة المالية والتخصصات الشائعة وسلامة الحرم الجامعي، ولكي لايخفى على الطلبة أي معلومة قد تؤثر على قراره، فمعظم الجامعات والكليات توفر «جولة افتراضية في الحرم الجامعي» عبر الشبكة.

## نبذة
تم إطلاق شبكة محاسبة الجامعات والكليات للعلن في 26 سبتمبر 2007، وأثناء ذلك الوقت، تطوعت أكثر من 600 جامعة وكلية للمشاركة، وتم تطوير الشبكة من قبل الرابطة الوطنية للكليات والجامعات المستقلة (NAICU).

## التطوير
في 17 سبتمبر من عام 2008، أجرت شبكة محاسبة الجامعات والكليات تطويرات مصممة لتحسين استجابة الموقع استهدافا للطلبة مستخدمين الشبكة، واشتملت الميزات على خيار البحث المتقدم، حيث أدت هذه الميزة إلى زيادة عدد حقول البحث من 3 حقول إلى 17 حقل.
تساهم شبكة محاسبة الجامعات والكليات بميزة استثنائية، فتعد هذه المرة الأولى التي تنضم فيها الكليات والجامعات بشكل تطوعي إلى نظام لتطوير البيانات والمعلومات للطلبة المتطلعين للالتحاق بهم، وبناءً على ذلك، هناك أنظمة أخرى قيد التطوير من قبل الرابطة الوطنية لجامعات الولايات وكليات منح الأراضي، والرابطة الأمريكية لكليات وجامعات الدولة، ورابطة الجامعات الأمريكية، ومن المتوقع أن يتم نشرها علنًا في عام 2009.
اعتبارًا من سبتمبر 2008، كانت المعلومات حول أكثر من 660 جامعة وكلية متاحة لجميع الطلبة، و 75 جامعة وكلية أخرى وافقت على المشاركة لكنها لم تنشر بياناتها بعد للطلبة.